# Роберт Сьодмак
Роберт Сьодмак (нім. Robert Siodmak; 8 серпня 1900 — 10 березня 1973) — німецький і американський кінорежисер, найбільше відомий своїми фільмами нуар 1940-х років.
Сьодмак зарекомендував себе як «майстер напружених кримінальних фільмів, який у середині 1940-х років застосував свою німецьку чутливість до серії вишуканих по стилю голлівудських трилерів». У своїй творчості він «успішно поєднував техніку німецького експресіонізму з сучасними стилями американського кіно, особливо, з фільмом нуар, створивши цілу серію похмурих, часом страшних і завжди запам'ятовуються фільмів».
Кар'єра Роберта Сьодмака — одна з найбільш недооцінених і незрозумілих в історії Голлівуду … Серед шанувальників кіно, особливо тих, хто високо цінує нуарові трилери, Сьодмак вважається провідним архітектором цього жанру. Жоден інший режисер не створив стільки якісних фільмів нуар, як Сьодмак … До його найбільш значущих фільмів нуар належать «Леді-примара», «Дивна річ дядька Гаррі», «Гвинтові сходи», «Вбивці», «Темне дзеркало», «Плач великого міста», «Хрест-навхрест» і «Справа Тельми Джордон». У загальній складності він поставив 12 фільмів нуар, більше ніж будь-який інший режисер.
Кар'єра Сьодмака на особливому піку в короткий десятирічний проміжок з 1943 по 1953 рік, і "саме відрізок часу є зенітом нуарового циклу. Звичайно, його робота в цей проміжок часу була дуже плідною, але та обставина, що він так і не вийшов за рамки жанру фільм нуар, для багатьох стало підставою поставити під сумнів його режисерське обдарування «… Але якщо він і не зміг розсунути вшир свій режисерський діапазон, то зміг створити режисерську глибину нуарового циклу, яка не має собі рівних в історії Голлівуду …Сьодмак поставив кілька фільмів, якими захоплюються багато критики, тим не менш, його фільми рідко потрапляють до списків найкращих картин усіх часів», багато в чому тому, що «його кар'єра розвивалася паралельно з кар'єрою Альфреда Гічкока, що затьмарив його».
У 1946 році три фільми Сьодмака були удостоєні номінацій на Оскар в різних категоріях: актриса Етель Беррімор — за найкращу жіночу роль другого плану у фільмі «Гвинтові сходи», сам Сьодмак — за режисуру фільму «Убивці», Володимир Познер — за оригінальну історію фільму. Крім того, за фільм «Убивці» номінації на Оскар отримали: Ентоні Вейлер — за сценарій, Міклош Рожа — за музику і Артер Гілтон — за монтаж. 2008 року фільм «Убивці» увійшов до Національного реєстру фільмів, обраних Національною радою США з безпеки фільмів для зберігання в Бібліотеці Конгресу.
Сьодмак вважається акторським режисером, він відкрив глядачеві Берта Ланкастера, і зміг розкрити потенціал таких акторок, як Ава Ґарднер, Олівія де Гевіленд, Дороті МакҐвайр, Івонн де Карло, Барбара Стенвік і Елла Рейнс.